# Бездомный бог
«Бездомный бог» (яп. ノラガミ Норагами) — фэнтези-манга авторами которой является дуэт художниц, работающих под совместным псевдонимом Адатитока.
Первая глава манги была опубликована в январе 2011 года издательством Kodansha в январском выпуске журнала Monthly Shōnen Magazine. По состоянию на январь 2024 года манга насчитывает 26 томов и 2 тома «Noragami: Stray Stories». Ограниченный выпуск 9-го тома включал в себя CD-драму. На территории Тайваня манга издавалась компанией Tong Li Publishing Co., Ltd.. На территории России манга издавалась под названием «Бездомный бог» компанией XL Media.
Впервые манга вошла в список бестселлеров в Японии в феврале 2013 года, затем — в июне, октябре и декабре 2013 года. По данным на 2014 год манга занимал 14-е место по продажам в Японии.
Премьерный показ первой серии аниме Noragami состоялся на канале Tokyo MX 5 января 2014 года. 3 октября 2015 года студия Bones выпустила второй сезон аниме под названием Noragami Aragoto.

## Сюжет
Согласно японской вере, существуют боги, которые отвечают за несколько сфер человечества, таких как война и бедность. Эти боги исполняют человеческие желания, обычно после молитвы и денежного подношения. Их существование зависит от веры людей в них. Боги со святынями не умирают, когда их убивают. Они просто возрождаются, приобретая со временем ту же самую внешность, что и прежде, постепенно взрослея из детской формы. Ято — малоизвестный, практически забытый бог погибели, без собственного храма. В связи с современным состоянием Японии — развитой и богатой страны, количество убийств в которой стало очень низким, оказался практически забыт и никому не нужен. Не умеет практически ничего, кроме как убивать, но не хочет больше этим заниматься. Для того, чтобы получить признание среди других богов, не быть забытым и достигнуть своей мечты, он помогает каждому встречному в любых желаниях, начиная поимкой сбежавших животных и заканчивая присмотром за ребёнком, беря за свои услуги как в древние времена, несмотря на современный курс иены, всего 5 иен (монетка в 5 иен, традиционное подношение богам во время молитвы в храмах Японии). Однажды девушка по имени Ики Хиёри спасает Ято от столкновения с автобусом, приняв его за простого человека, но сама попадает под его колёса, в результате чего оказывается на грани между загробной жизнью и миром живых людей, между двух параллельных миров: Ближнего Берега, где живут обычные люди и существа, и Дальнего Берега, где задерживаются демоны и человеческие души, став отныне аякаси (духом, призраком), вследствие чего её душа время от времени отделяется от тела без её желания. Хиёри просит Ято помочь ей снова стать человеком и тот соглашается за плату в 5 иен. Также у Ято есть реликвия (яп. 神器, «священное оружие») по имени Юкинэ, которого он использует для изгнания демонов. Троица персонажей вместе переживает множество приключений, борясь за свою дружбу, переживая поиски себя, борьбу со своим прошлым и внутренними демонами.

## Персонажи

### Основные персонажи
Ято (яп. 夜ト Ято) — главный персонаж, малоизвестный, практически забытый бог погибели, без собственного храма. В связи с современным состоянием Японии, развитой и богатой страны, количество убийств в которой стало очень низким, оказался практически забыт и никому не нужен. Не умеет практически ничего, кроме как убивать, но не хочет больше этим заниматься. Носит спортивный костюм и шарф, и называет себя «Богом Ято» (Ятогами), но с виду напоминает обычного, безработного бездельника. Хочет стать самым почитаемым божеством со своим собственным храмом, окружённым множеством последователей, а также мечтает стать одним из Семи Богов Счастья. Для того, чтобы получить признание среди других богов и не быть забытым (если в бога перестают верить и его забывают люди, он перестаёт существовать). Чтобы претворить свою мечту в действительность и накопить на свой храм, берётся выполнить любую человеческую просьбу, вплоть до розыска пропавших котят, ради чего рекламирует себя, оставляя номер своего телефона в общественных местах при помощи граффити. За выполненную работу, как в древние времена, несмотря на современный курс иены, взимает плату в размере всего 5 иен (монетка в 5 иен, традиционное подношение богам во время молитвы в храмах Японии), которые копит в обычной стеклянной бутылке. Ято доверчив и часто тратит деньги на мошенничество и талисманы удачи, которые якобы приносят счастье. Поскольку он «перестал» быть богом погибели, из-за своей неприязни к насилию, большинство людей забыли его. В результате у Ято развилась атазагорафобия (страх быть забытым). Любит выпить, часто ведёт себя глупо и самодовольно, но это далеко не его настоящий облик. В нужное время становится серьёзным и до ужаса пугающим. Особенно сильно противника пугает его взгляд, который не раз упоминался другими богами. В бою проявляет непревзойдённое владение мечом и любым видом холодного оружия. Резко отрицательно относится к самоубийствам, наотрез отказывается помогать людям, которые планируют их совершить. Ято поддерживает близкие отношения с Кофуку, богиней бедности, которая всегда рядом с ним, когда ему нужна помощь. Ято по-своему пытается заботиться о Юкинэ, и даже обещает, что самостоятельно воспитает из него достойного синки (яп. 神器, «священное оружие»). Хоть и подшучивает над ним, всё же по-настоящему заботится о нём. Настоящее имя — Ябоку. Стать одним из богов счастья мечтает в первую очередь для того, чтобы осчастливить тех, кто ему дорог. Напряжённые отношения с отцом из-за отличных взглядов на жизнь и на судьбу Небес.
Сэйю: Хироси Камия
Хиёри Ики (яп. 壱岐 ひより Ики Хиёри) — главная героиня, пятнадцатилетняя ученица старшего класса средней школы. Во втором сезоне 16-летняя. Отец — врач, владелец крупной клиники. Имеет брата, который намного старше неё. Тщательно скрывает от родителей своё, неподобающее дочери уважаемой семьи, увлечение борьбой. Пытаясь спасти Ято от столкновения с автобусом, сама попадает под его колёса, в результате чего оказывается на грани между загробной жизнью и миром живых людей. Впоследствии девушка стала икирёː в критические моменты её душа отделяется от тела. Когда она находится в своей духовной форме, у неё появляется хвост, который является каналом, соединяющим её тело и душу. Если его обрезать, то она умрёт. В форме духа обладает нечеловеческой ловкостью, скоростью и силой. Как и остальные духи, способна чувствовать запах богов на большом расстоянии.
Сэйю: Маая Утида
Юкинэ (яп. 雪音 Юкинэ) — умер ещё в молодом возрасте и ничего о себе не помнит. Поначалу ворует деньги, оправдываясь тем, что он уже умер. Однажды, во время боя с аякаси (Духом, призраком), Ято заметил его и заключил контракт, превратив его в своего синки. В сущности синки принимает образ катаны, только без рукоятки. Ято утверждает, что Юкинэ очень талантлив, и ему не хотелось бы его потерять. После ритуала очищения (омовения) осознал свои ошибки и изменился. Позже пожертвовал своей жизнью в драке с Бисямон и стал священным сосудом, приняв форму двух катан. Имя сосуда — Сэкки.
Сэйю: Юки Кадзи
Кофуку (яп. 小福 Кофуку) — богиня нищеты. Ради Ято делает многое. Очень энергичная, вежливая. Кофуку очень хорошо относится к Хиёри. Так как она богиня нищеты, сражаясь, может лишь всё разрушать, из-за чего даже Бисямон опасается с ней сталкиваться. Обладает способностью «отпугивать» удачу. Для того, чтобы не отпугивать людей, работает под псевдонимом Эбису — богом торговли и удачи.
Сэйю: Аки Тоёсаки
Дайкоку (яп. 大黒 Дайкоку) — синки, принадлежащий Кофуку. Имя сосуда — Коки. Человек строгой выправки, относящийся ко многому с подозрением. Курит. Очень любит свою богиню, из-за чего Юкинэ и Хиёри при первой встрече решили, что они женаты. В сущности синки принимает образ веера, взмахнув которым, можно открыть дыру в измерение аякаси.
Сэйю: Дайсукэ Оно
Нора (яп. 野良 Нора, «Бродячая») — синки Ято. Бродячая, имеет множество имён, из-за чего все её тело покрыто татуировками с именами. С помощью масок может управлять аякаси. Периодически пытается вернуть Ято к их общему отцу. Считает, что Хиёри и Юкинэ ослабляют Ято и делают его ничтожным. Отец Ято называет её Мидзути. Имя, данное Ято — Хииро.
Сэйю: Риэ Кугимия

### Второстепенные персонажи
Бисямон (яп. 毘沙門 Бисямон) — считается самой могущественной богиней войны, так как обладает множеством синки. Она пытается убить Ято, так как он повинен в смерти её прежних синки — клана «Ма». Называет свои поступки «необходимым злом, нужным для уничтожения ещё большего зла», которым, по её мнению, является Ято. Она очень тепло относится к своим синки, называя их своими «детьми».
Сэйю: Миюки Савасиро
Кадзума (яп. 兆麻 Кадзума) — главный синки Бисямон, анализирующий обстановку и координирующий действия своей богини. Принимает форму серёжки-гвоздика в виде цветка, способен отслеживать врагов и видеть скопление негативной энергии. До того, как стал священным оружием, был простой серёжкой-гвоздиком, за что презирался старшими синки в клане, ведь гвоздик не был оружием, да ещё и прокалывал тело госпожи. Лояльно относится к Ято, так как в долгу перед ним. Имя сосуда — Тёки.
Сэйю: Дзюн Фукуяма
Тэндзин (яп. 天神 Тэндзин) — бог наук. Постоянно цитирует стихи. Владеет большим храмом, из-за чего любит подтрунивать над Ято. Именно к нему ушла от Ято его бывшая синки, Маю.
Сэйю: Тору Окава
Маю (яп. 真喩 Маю) — синки Тэндзина, принимающая форму курительной трубки. Выглядит как молодая девушка с короткими тёмными волосами и зелёными глазами. На начало манги была синки Ято, принимающая форму оружия, напоминающее кинжал. Даже если и презирает Ято, считает его хорошим богом и иногда помогает ему. Заботится о Юкинэ, любит с ним поговорить. Одна из синки, которая провела обряд очищения Юкинэ. Будучи синки Ято, носила имя Томонэ (яп. 伴音).
Сэйю: Асами Имаи

## Другие медиа

### Манга
Манга проиллюстрированная и написанная дуэтом «Адатитока» впервые появилась в журнале Monthly Shōnen Magazine 6 августа 2010 года. В ноябре 2023 года было объявлено, что 27 том манги станет последним. Последняя глава манги была опубликована 6 января 2024 года. 27 том, включающий последние выпуски манги, вышел 16 февраля 2024 года.
В России манга была лицензирована компанией XL Media.

### Аниме
Впервые сообщение о предстоящем выходе аниме-экранизации студии Bones появились в июне 2013 года в осеннем выпуске журнала Monthly Shonen Magazine. 30 сентября 2013 года стал известен список сэйю.
Аниме-адаптация компании Bones была анонсирована 10 ноября 2013 на Anime Festival Asia и вышла в эфир 5 января 2014 на канале Tokyo MX, затем на MBS, BS11 и TVA. В США аниме лицензировано компанией Funimation. Madman Entertainment лицензировала аниме в Австралии и Новой Зеландии. В России аниме лицензировал телеканал 2х2. В мае 2020 года компания «Pyсский Peпopтaж» выпустила аниме-сериал в онлайн-кинотеатрах Wink и Кинопоиск.
Помимо телевизионного сериала в свет вышло два дополнительных эпизода по главам 7 тома манги.

### Музыка
Музыку к сериалу написал Таку Ивасаки. Два оригинальных альбома с саундтреками были выпущены Avex 19 февраля 2014 года и 25 марта 2016 года; второй альбом первоначально был выпущен 25 ноября 2015 года, но производственный комитет Noragami Aragoto приостановил поставки и отозвал диски из магазинов из-за разногласий, связанных с неправильным использованием звуки, связанные с исламом.
Музыка для вступления — «Goya no Machiawase» (яп. 午夜の待ち合わせ, Overnight Appointment) — Shuntarō и Hello Sleepwalkers. Заключительная мелодия — «Heart Realize» (яп. ハートリアライズ, Hāto Riaraizu) — Supercell и Tia. Серии второго сезона «Noragami: Aragoto» открывает — «Kyōran Hey Kids!!» (яп. 狂乱 Hey Kids!!) — The Oral Cigarettes, музыка для титров — «Nirvana» (яп. ニルバナ, Nirubana) в исполнении Tia.

### Радиопостановка
Ограниченное издание девятого тома манги было выпущено в комплекте с компакт-диском радиопостановки, выпущенным 17 декабря 2013 года.

### Пьеса
В ноябре 2015 года компанией Avex Pictures было объявлено о запуске театральной пьесы, в которой примут участие реальные актёры. Первый спектакль под названием «Бездомный бог Пьеса: Боги и Желания» (с англ. — «Noragami Stage: Gods and Wishes», «舞台ぶたい「ノラガミ-神かみと願ねがい-」») проходил в токийском театре AiiA 2.5 с 28 по 31 января 2016 года. В мае 2016 года было объявлено что в честь выпуска второго сезона аниме-адаптации в феврале 2017 года будет показана новая пьеса. Второй спектакль под названием «Бездомный бог Пьеса: Боги и Узы» (с англ. — «Noragami Stage: Gods and Bonds», «舞台ぶたい「ノラガミ-神かみと絆きずな-」») проходил в том же театре AiiA 2.5 с 16 по 26 февраля 2017 года.

### Компьютерные игры
Мобильная игра под названием Noragami: Kami to Enishi, была выпущена разработчиком Sakura Soft для Android в 29 октября 2015; версия для iOS была выпущена 14 ноября того же года.

## Критика
По данным на 2014 год, манга занимает 14-е место по продажам.
Манга лицензирована в Тайване компанией Tong Li Publishing Co., Ltd.. Аниме лицензировано в США компанией Funimation и Madman Entertainment в Австралии и Новой Зеландии.

### Комментарии
1. ↑  Псевдоним образован от их имён: Адати (с яп. — «安達», «Adachi») — художница по персонажам и Токасики (с яп. — «渡嘉敷», «Tokashiki») — художница по фонам.